# Marvell
Marvell város az USA Arkansas államában, Phillips megyében. Lakosainak száma 855 fő (2020. április 1.).

## Népesség
A település népességének változása:
| Lakosok száma | 1395 | 1186 | 855  |
|               | 2000 | 2010 | 2020 |